# Аньту
43°06′16″ пн. ш. 128°54′31″ сх. д. / 43.10434° пн. ш. 128.90873° сх. д.
Аньту (кит. 安图县, пін. Āntú Xiàn) — один із повітів КНР у складі Яньбянь-Корейської автономної префектури, провінція Цзілінь. Адміністративний центр — містечко Мін'юе.

## Географія
Аньту лежить на висоті близько 350 метрів над рівнем моря у Маньчжуро-Корейських горах (плоскогір'я Чанбайшань). На території повіту частково розташований природний резерват Чанбайшань (кит. 长白山保护开发区池北区, пін. Chángbáishān Băohù Kāifāqū Guănwĕihu).

### Клімат
Повіт знаходиться у зоні, котра характеризується вологим континентальним кліматом. Найтепліший місяць — червень із середньою температурою 20,4 °C. Найхолодніший місяць — грудень, із середньою температурою -15,2 °С.
| Клімат повіту Аньту     | Клімат повіту Аньту | Клімат повіту Аньту | Клімат повіту Аньту | Клімат повіту Аньту | Клімат повіту Аньту | Клімат повіту Аньту | Клімат повіту Аньту | Клімат повіту Аньту | Клімат повіту Аньту | Клімат повіту Аньту | Клімат повіту Аньту | Клімат повіту Аньту | Клімат повіту Аньту |
| Показник                | Січ.                | Лют.                | Бер.                | Квіт.               | Трав.               | Черв.               | Лип.                | Серп.               | Вер.                | Жовт.               | Лист.               | Груд.               | Рік                 |
| Середній максимум, °C   | −7,7                | −3,1                | 3,8                 | 13,7                | 20                  | 23,5                | 25,6                | 25,8                | 21,1                | 13,6                | 2,8                 | −5,2                | 11,2                |
| Середня температура, °C | −15,2               | −10,7               | −2,9                | 6,4                 | 12,8                | 17,2                | 20,4                | 20,2                | 13,5                | 5,7                 | −4                  | −12,1               | 4,3                 |
| Середній мінімум, °C    | −21,4               | −17,4               | −9,3                | −0,6                | 5,7                 | 11,8                | 16,3                | 16                  | 7,9                 | −0,6                | −9,4                | −17,8               | −1,6                |
| Норма опадів, мм        | 6.3                 | 7.8                 | 16.1                | 36.7                | 64.7                | 108.7               | 166.8               | 131.7               | 63.8                | 26.6                | 15.5                | 9.1                 | 653.8               |
| Вологість повітря, %    | 63                  | 59                  | 56                  | 55                  | 63                  | 75                  | 82                  | 82                  | 77                  | 65                  | 63                  | 64                  | 67                  |
| ----------------------- | ------------------- | ------------------- | ------------------- | ------------------- | ------------------- | ------------------- | ------------------- | ------------------- | ------------------- | ------------------- | ------------------- | ------------------- | ------------------- |
| Джерело: data.cma.cn    |                     |                     |                     |                     |                     |                     |                     |                     |                     |                     |                     |                     |                     |